# Єспер Т'єдер
Єспер Т'єдер (22 травня 1994 , Естерсунд ) — шведський фристайліст, бронзовий призер Олімпійських ігор 2022 року.

## Олімпійські ігри
| Рік  | Місто                     | Слоупстайл | Біг-ейр |
| ---- | ------------------------- | ---------- | ------- |
| 2014 | Сочі, Росія               | 24         | Н/Д     |
| 2018 | Пхьончхан, Південна Корея | 23         | Н/Д     |
| 2022 | Пекін, Китай              | 3          | 7       |

## Чемпіонат світу
| Рік  | Місто                  | Слоупстайл | Біг-ейр |
| ---- | ---------------------- | ---------- | ------- |
| 2013 | Восс, Норвегія         | 54         | —       |
| 2017 | Сьєрра-Невада, Іспанія | 12         | —       |
| 2019 | Парк-Сіті, США         | 31         | 7       |
| 2021 | Аспен, США             | 10         | 10      |